# Gerard Batliner
Gerard Batliner (Eschen, 9 de diciembre de 1928 - Eschen, 25 de junio de 2008) fue un político liechtensteiniano.

## Biografía
Nació en Eschen, Liechtenstein. Estudió derecho en la Universidad de Friburgo.
Batliner fue Primer Ministro de Liechtenstein entre 1962 y 1970, siendo miembro del Partido Cívico Progresista.
Al terminar su gobierno, Batliner se desempeñó como presidente del Landtag de Liechtenstein desde enero de 1974 hasta diciembre de 1977, y fue miembro de la Comisión Europea de los Derechos Humanos entre 1983 y 1990.
Recibió títulos honoríficos de las universidades de Basilea e Innsbruck. Falleció en Eschen.